# Островное сельское поселение
Островное сельское поселение или муниципальное образование «Островное» — муниципальное образование со статусом сельского поселения в Приморском муниципальном районе Архангельской области России.
Соответствует административно-территориальным единицам в Приморском районе — Вознесенскому сельсовету, Ластольскому сельсовету и Пустошинскому сельсовету.
Административный центр — село Вознесенье.

## География
Сельское поселение находится к северу от Цигломенского округа города Архангельска (за Никольским рукавом Северной Двины) на более чем ста островах в дельте Северной Двины: Андрианов, Кего, Свинец, Тиноватик и другие.

## История
Муниципальное образование было образовано в 2015 году согласно Закону Архангельской области от 28 мая 2015 года № 289-17-ОЗ, путём объединения Вознесенского, Пустошинского и Ластольского сельских поселений в одно муниципальное образование с административным центром в селе Вознесенье.

## Население
| 2015 | 2016  | 2017  | 2018  | 2019  | 2020  | 2021  | 2023  |
| ---- | ----- | ----- | ----- | ----- | ----- | ----- | ----- |
| 2141 | ↘2035 | ↘2003 | ↘1948 | ↘1896 | ↘1842 | ↘1768 | ↘1739 |

## Состав сельского поселения
В состав сельского поселения входят 48 населённых пунктов
| №  | Населённый пункт      | Тип населённого пункта       | Население |
| -- | --------------------- | ---------------------------- | --------- |
| 1  | Андрианово            | деревня                      | ↗44       |
| 2  | Байкалово             | деревня                      | ↗4        |
| 3  | Беричево              | деревня                      | ↗7        |
| 4  | Большая Федоровская   | деревня                      | ↗20       |
| 5  | Борковское            | деревня                      | ↘5        |
| 6  | Брательское           | деревня                      | ↘6        |
| 7  | Вагино                | деревня                      | ↘10       |
| 8  | Вагинский Наволок     | деревня                      | ↗8        |
| 9  | Верхнее Рыболово      | деревня                      | ↗4        |
| 10 | Вознесенье            | село, административный центр | ↗446      |
| 11 | Волочек               | деревня                      | ↘2        |
| 12 | Выселки               | деревня                      | ↗34       |
| 13 | Гневашево             | деревня                      | ↘14       |
| 14 | Голова                | деревня                      | →27       |
| 15 | Долгое                | деревня                      | ↗5        |
| 16 | Залахотье (Залохотье) | деревня                      | ↘17       |
| 17 | Заручей-Островной     | деревня                      | ↘31       |
| 18 | Захарово-Островное    | деревня                      | ↗20       |
| 19 | Зворково              | деревня                      | ↘10       |
| 20 | Кавкола               | деревня                      | ↗81       |
| 21 | Кальчино              | деревня                      | ↗14       |
| 22 | Конецдворье           | деревня                      | ↗64       |
| 23 | Красное               | деревня                      | ↘6        |
| 24 | Курган                | деревня                      | ↗29       |
| 25 | Кяростров             | деревня                      | ↘337      |
| 26 | Ластола               | деревня                      | ↗472      |
| 27 | Лахта-Островная       | деревня                      | →0        |
| 28 | Мяндино               | деревня                      | →3        |
| 29 | Наумцево              | деревня                      | ↘1        |
| 30 | Нижнее Рыболово       | деревня                      | ↗48       |
| 31 | Одино                 | деревня                      | ↘50       |
| 32 | Одиночка              | деревня                      | ↗73       |
| 33 | Онишово               | деревня                      | ↘13       |
| 34 | Осинник               | деревня                      | →0        |
| 35 | Острова               | деревня                      | ↗38       |
| 36 | Пески                 | деревня                      | ↗103      |
| 37 | Питяево               | деревня                      | ↘1        |
| 38 | Прилук                | деревня                      | ↘11       |
| 39 | Пустой Двор           | деревня                      | →3        |
| 40 | Пустошь               | деревня                      | ↗299      |
| 41 | Свинец                | деревня                      | →0        |
| 42 | Студименское          | деревня                      | ↘6        |
| 43 | Тиноватик             | деревня                      | ↘2        |
| 44 | Тойватово             | деревня                      | ↘3        |
| 45 | Хвосты                | деревня                      | ↘14       |
| 46 | Чекоминка             | деревня                      | →0        |
| 47 | Чубола                | деревня                      | ↘1        |
| 48 | Чубола-Наволок        | деревня                      | ↗25       |

### Карты
- [mapq37.narod.ru/map1/iq37128129130.html Топографическая карта Q-37-128,129,130. Архангельск — 1 : 100 000]